# Contea di Cumberland (Kentucky)
La contea di Cumberland in inglese Cumberland County è una contea dello Stato del Kentucky, negli Stati Uniti. La popolazione al censimento del 2000 era di 7 147 abitanti. Il capoluogo di contea è Burkesville.

## Geografia fisica

### Contee confinanti
- Contea di Adair (nord)
- Contea di Russell (nord-est)
- Contea di Clinton (est)
- Contea di Clay, Tennessee (sud)
- Contea di Monroe (ovest)
- Contea di Metcalfe (nord-ovest)